# Smaragdina camerunica
Smaragdina camerunica es una especie de insecto coleóptero de la familia Chrysomelidae.
Fue descrita científicamente en 1987 por Medvedev.